# Violmusseron
Violmusseron (Lepista sordida) är en svampart som först beskrevs av Heinrich Christian Friedrich Schumacher, och fick sitt nu gällande namn av Rolf Singer 1951. Violmusseron ingår i släktet Lepista och familjen Tricholomataceae. Arten är reproducerande i Sverige. Inga underarter finns listade i Catalogue of Life.

## Galleri

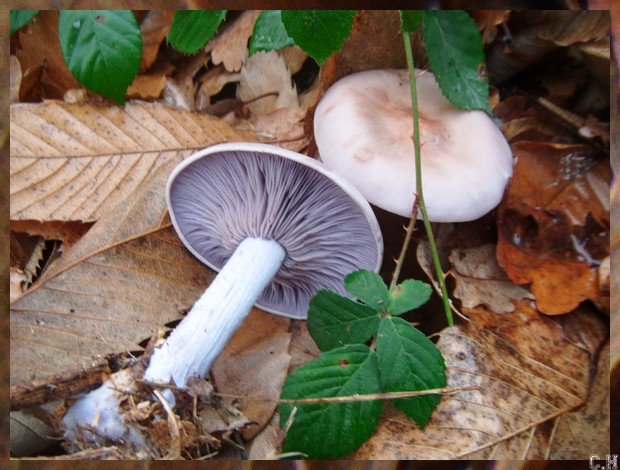
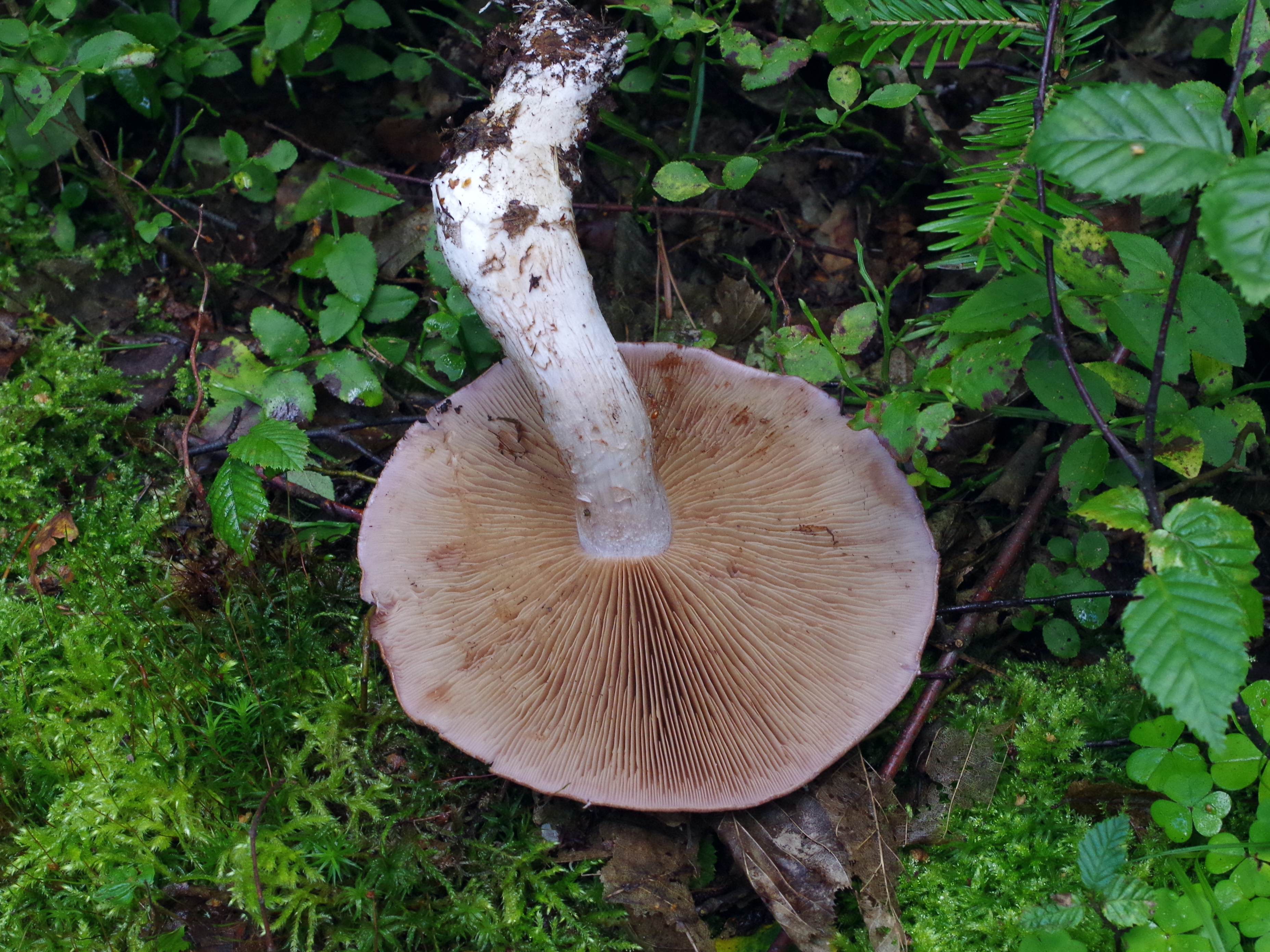
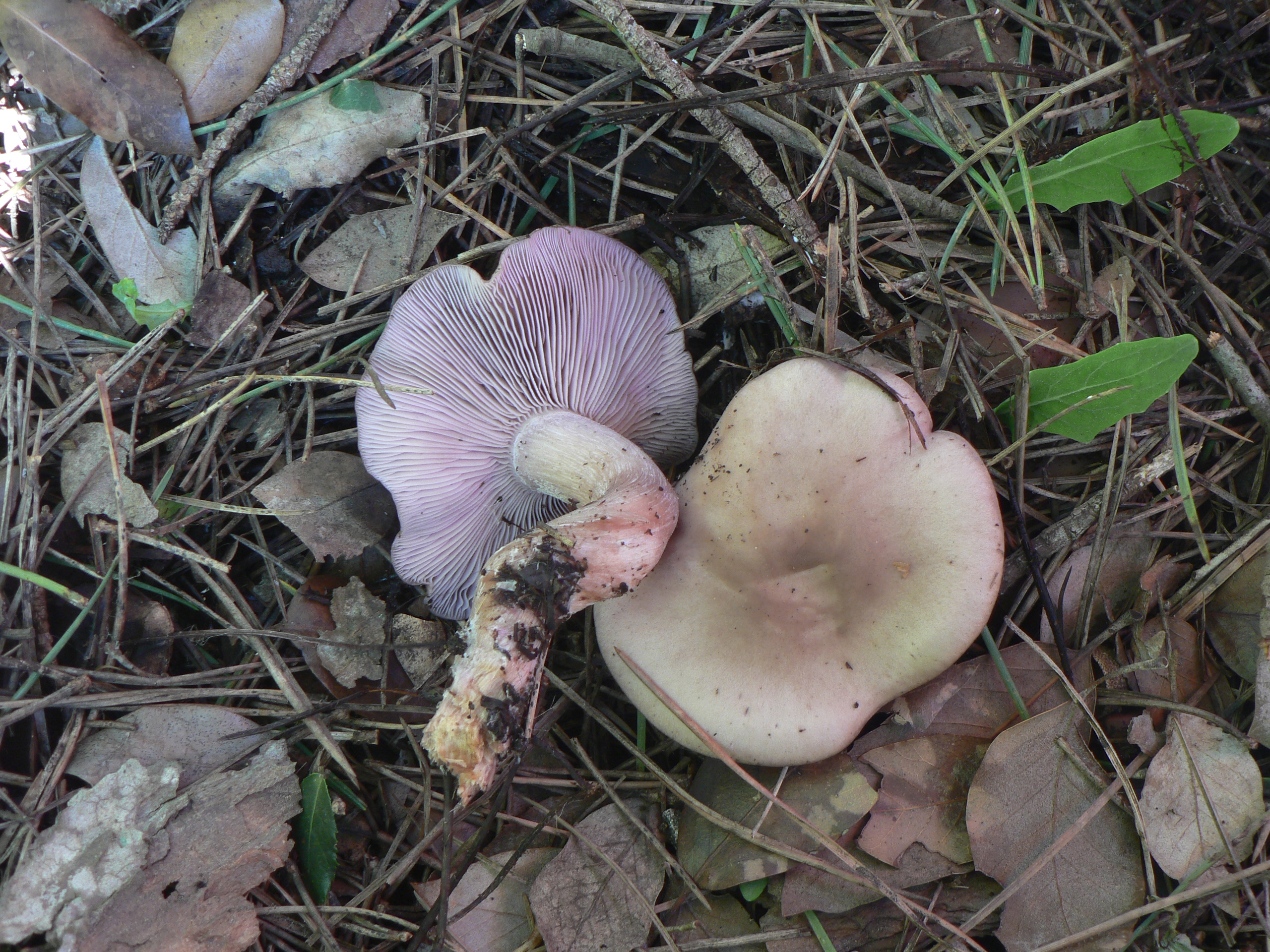
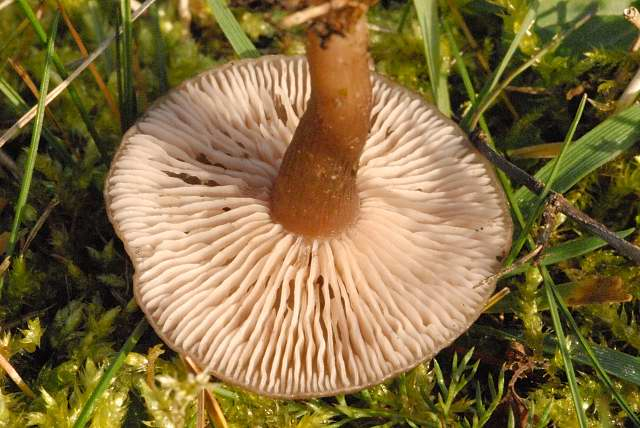
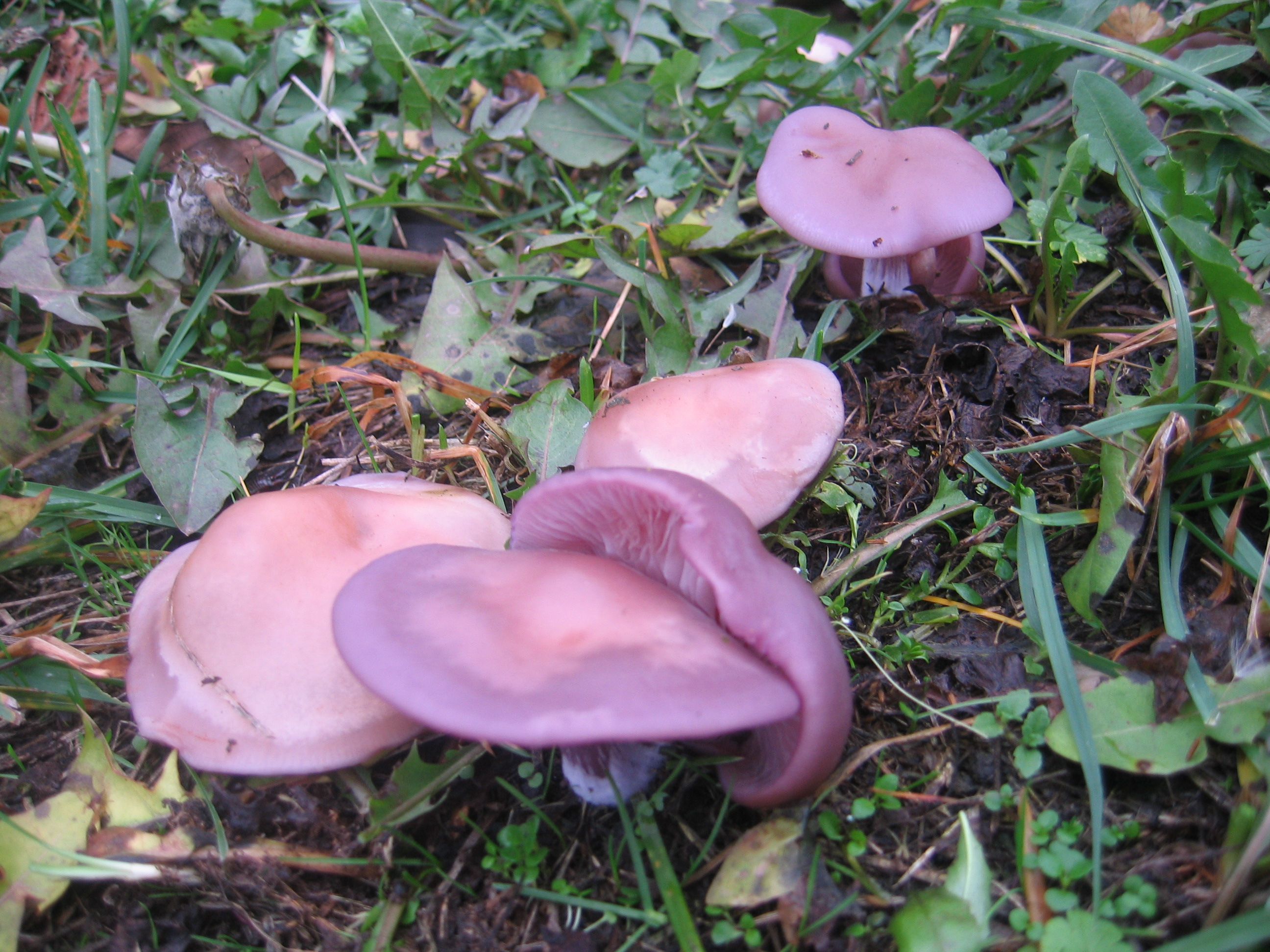
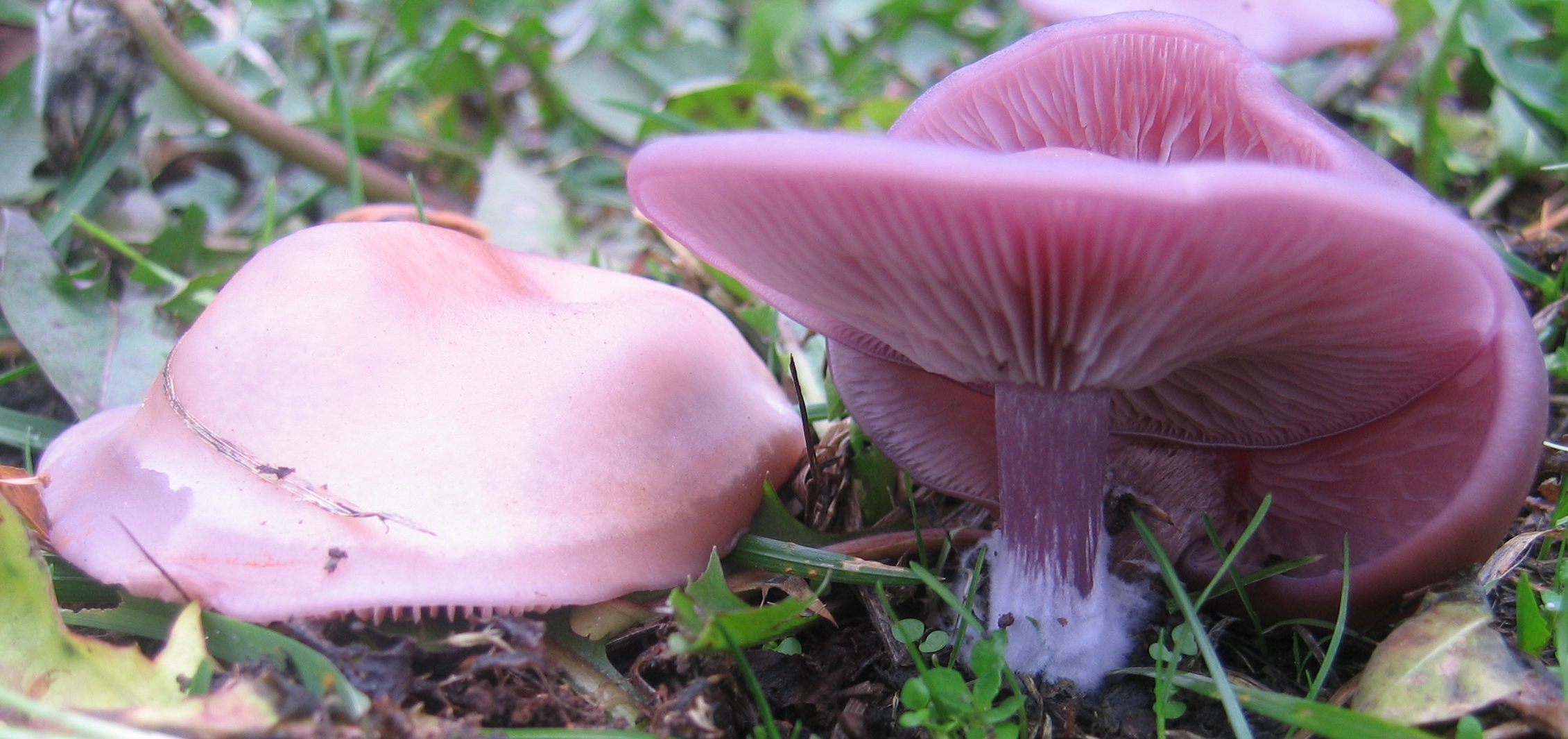